# Ach (Inn)
Die Ach, am Unterlauf auch Mühlheimer Ache und am Oberlauf Waldzeller Ache, im gesamten Verlauf gelegentlich auch Pollinger Ache genannt, ist ein ca. 38 km langer Fluss im Innviertel in Oberösterreich, der im Kobernaußerwald entspringt und bei Mühlheim in den Inn mündet.

## Verlauf
Die Ach entspringt am nördlichen Abhang des Kobernaußerwaldes im Gemeindegebiet von Waldzell an der Wasserscheide zur Fornacher Redl in rund 670 m Höhe in den sogenannten "Finsteren Gräben" südlich von Schratteneck. Sie fließt zunächst nach Norden und ab Magetsham (Gemeinde Lohnsburg) relativ geradlinig Richtung Nordwesten. Nach rund 38 Kilometern mündet sie nordwestlich von Mühlheim in den Inn. Auf den ersten zwei Kilometern beträgt das Gefälle 4 %, danach verflacht es zunehmend und beträgt im Mittellauf 7,8 ‰ und im Unterlauf 4,3 ‰. Über die gesamte Länge weist die Ach ein durchschnittliches Gefälle von 8,5 ‰ auf.

### Orte
Wichtigster Ort am Fluss ist Altheim, daneben sind – flussaufwärts – Polling im Innkreis, Kirchheim im Innkreis, Lohnsburg und Waldzell zu nennen. Der größte Teil des Einzugsgebietes (315 km²) gehört zum Bezirk Braunau, der östliche Teil im Bereich der Gemeinden Waldzell, Mettmach und Kirchheim gehört zum Bezirk Ried im Innkreis.

### Nebenbäche
Der bedeutendste Zubringer ist die Mettmacher Ache, deren Einzugsgebiet bei der Mündung mit 93 km² etwa gleich groß wie das der Ach ist. Zwei weitere größere Zubringer, die ebenfalls von links einmünden, sind der Altbach (Einzugsgebiet 36,5 km²) und der Lochbach (78,7 km²).
Die Ach hat ein Einzugsgebiet von 315,1 Quadratkilometern. Die größten Zuflüsse sind:
| Name                                  | Mündungsseite | Mündungsort | Einzugsgebiet in km² |
| ------------------------------------- | ------------- | ----------- | -------------------- |
| Anfangerbach                          | links         | Wies        | 02,2                 |
| Schrattenecker Bach (Bindermannbachl) | links         |             | 01,9                 |
| Lerzbach                              | rechts        |             | 04,6                 |
| Eidsbach                              | links         | Höschmühl   | 08,8                 |
| Burgstaller Bach (Pfarrbach)          | rechts        | Waldzell    | 03,2                 |
| Lohnsburger Bach                      | links         | Lohnsburg   | 05,6                 |
| Litzlhamer Bach                       | rechts        | Kramling    | 04,1                 |
| Gunzinger Bach (Schmiedhamer Bach)    | links         | Gunzing     | 02,5                 |
| Reintaler Bach                        | links         | Atzing      | 03,9                 |
| Schanbach                             | rechts        | Ramerding   | 09,3                 |
| Neundlinger Bach                      | links         | Stampfl     | 07,4                 |
| Riedbach (Roithbach)                  | links         |             | 03,0                 |
| Quadinger Bach                        | rechts        |             | 02,2                 |
| Mettmach (Mettmacher Ache)            | links         | Wagham      | 93,0                 |
| Altbach                               | links         | Altheim     | 36,5                 |
| Lochbach                              | links         | Gundholling | 78,7                 |

## Wasserführung
Der mittlere Abfluss am Pegel Mamling beträgt 5,24 m³/s, was einer Abflussspende von 16,6 l/s·km² entspricht. Die Ach weist ein sehr ausgeglichenes Abflussregime auf, der mittlere Abfluss im abflussreichsten Monat März ist mit 6,9 m³/s nicht einmal doppelt so hoch wie in den abflussärmsten Monaten September und Oktober mit 4,2 bis 4,4 m³/s.

## Umwelt
Während der Oberlauf relativ naturbelassen ist, ist der Unterlauf hart reguliert und weist auf weiten Strecken Längsverbauungen und Querbauwerke in Form von Blocksteinrampen auf. Die heutige Mündung in den Inn ist ein künstlicher Durchstich.
Das Einzugsgebiet der Ach besteht zu etwa je einem Drittel aus Ackerflächen, Waldflächen und Grünland. Es ist eher dünn besiedelt (67 Einwohner/km²), aber durch intensive Viehhaltung geprägt. Durch die intensive Landwirtschaft und durch Abwässer, die nur zum Teil in Kläranlagen gereinigt werden, ist sie mäßig belastet und weist (Stand 2007) im gesamten Verlauf Güteklasse II auf.
Zu den hauptsächlich vorkommenden Fischarten gehören Bachforelle und Koppe im unbelasteten Oberlauf, im weiteren Verlauf Regenbogenforelle und Äsche.